# Tom Weiskopf
Thomas Daniel „Tom“ Weiskopf (* 9. November 1942 in Massillon, Ohio; † 20. August 2022 in Big Sky, Montana) war ein US-amerikanischer Golfer, der bis 1993 hauptsächlich auf der US-amerikanischen PGA Tour als Profi unterwegs war. Nach dem Besuch der Ohio State University wechselte er im Jahr 1964 ins Profilager und feierte dort hauptsächlich in den 1970er-Jahren einige Turniererfolge. Seinen größten Triumph erlebte er 1973 mit dem Gewinn der British Open auf dem Old Course des Royal Troon Golf Club. Er war als Spieler Teilnehmer des US-Teams der Ryder-Cup-Begegnungen 1973 und 1975. Er qualifizierte sich auch für das US-Team im Jahr 1977, hat aber auf eine Teilnahme verzichtet, um an einer Großwildjagd teilzunehmen.
1993 wechselte er dann auf die Senior PGA Tour, auf der er gleichfalls einige Turniere gewinnen konnte.